# ألينويلير
ألينويلير (بالفرنسية: Allenwiller)‏ هي بلدية تقع في إقليم الراين الأسفل من منطقة ألزاس في شمال شرق فرنسا. تبلغ مساحة هذه المدينة 5.96 (كم²)، يبلغ عدد سكانها 507 نسمة حسب إحصاء المعهد الوطني للإحصاء والدراسات الاقتصادية سنة 2009 م. وترأس Roger Muller البلدية خلال فترة (2008 - 2014).

## معرض صور

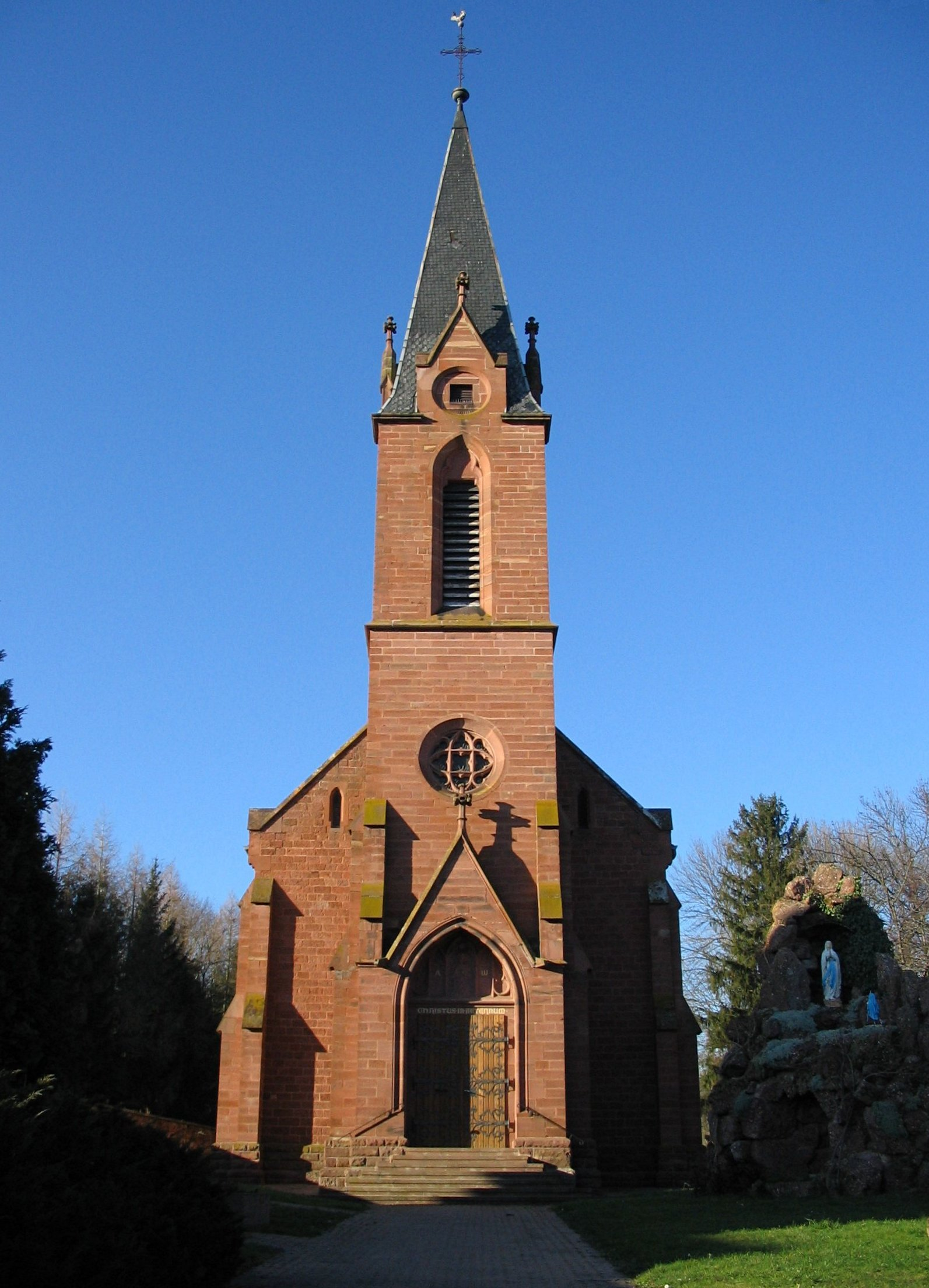
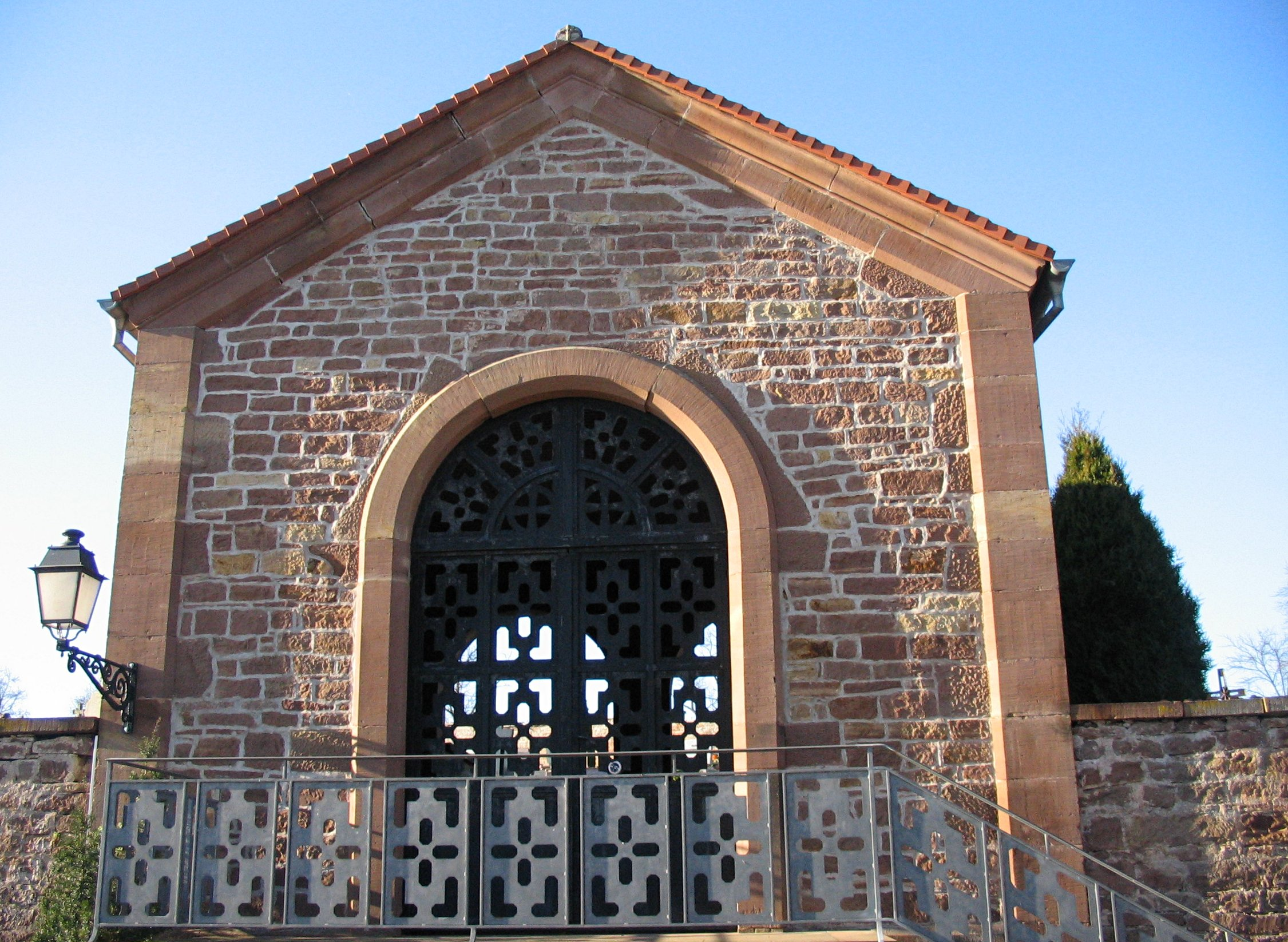
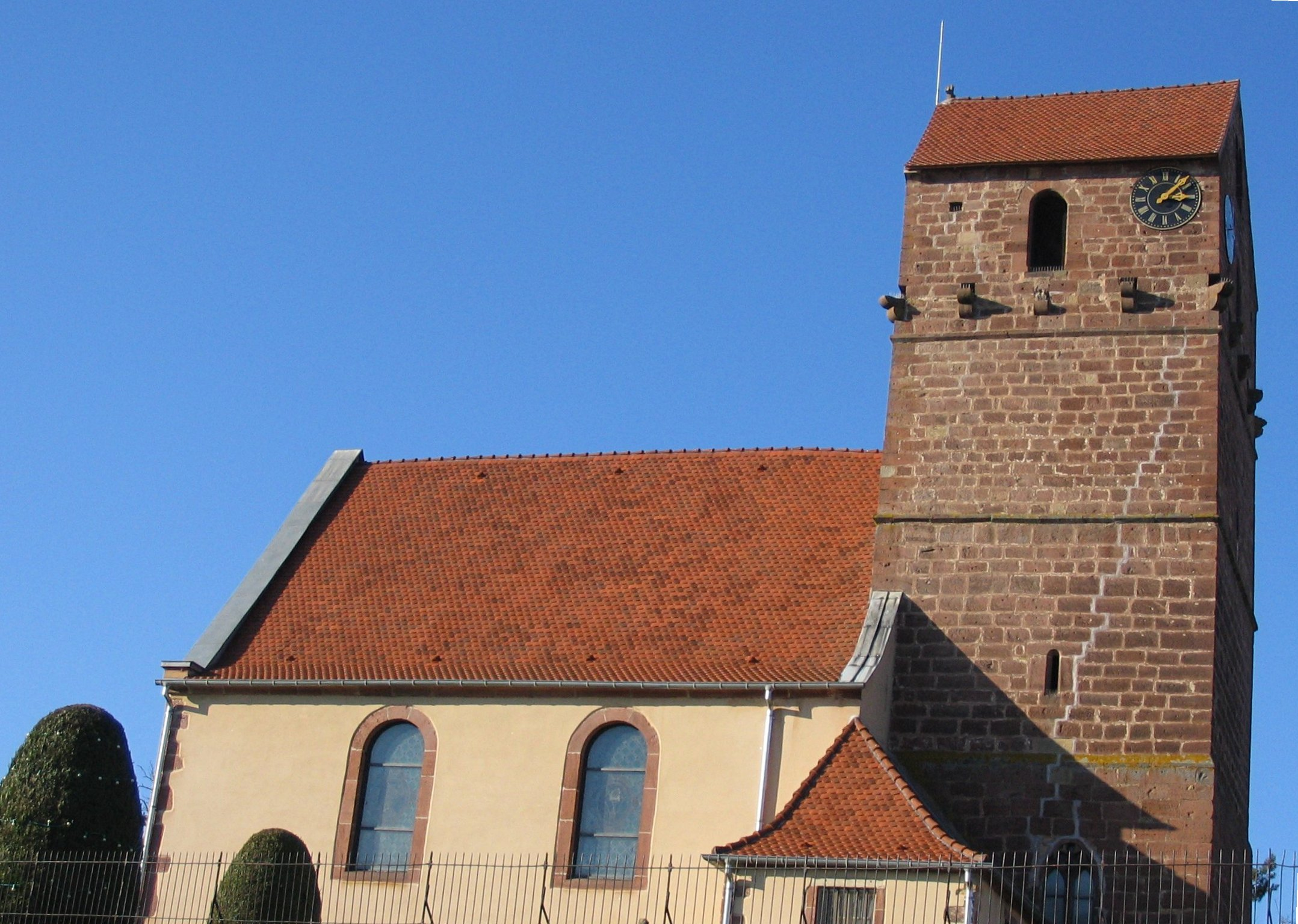

## وصلات خارجية
- صفحة البلدية على موقع المعهد الوطني للإحصاء والدراسات الاقتصادية